# ترسيب متشارك

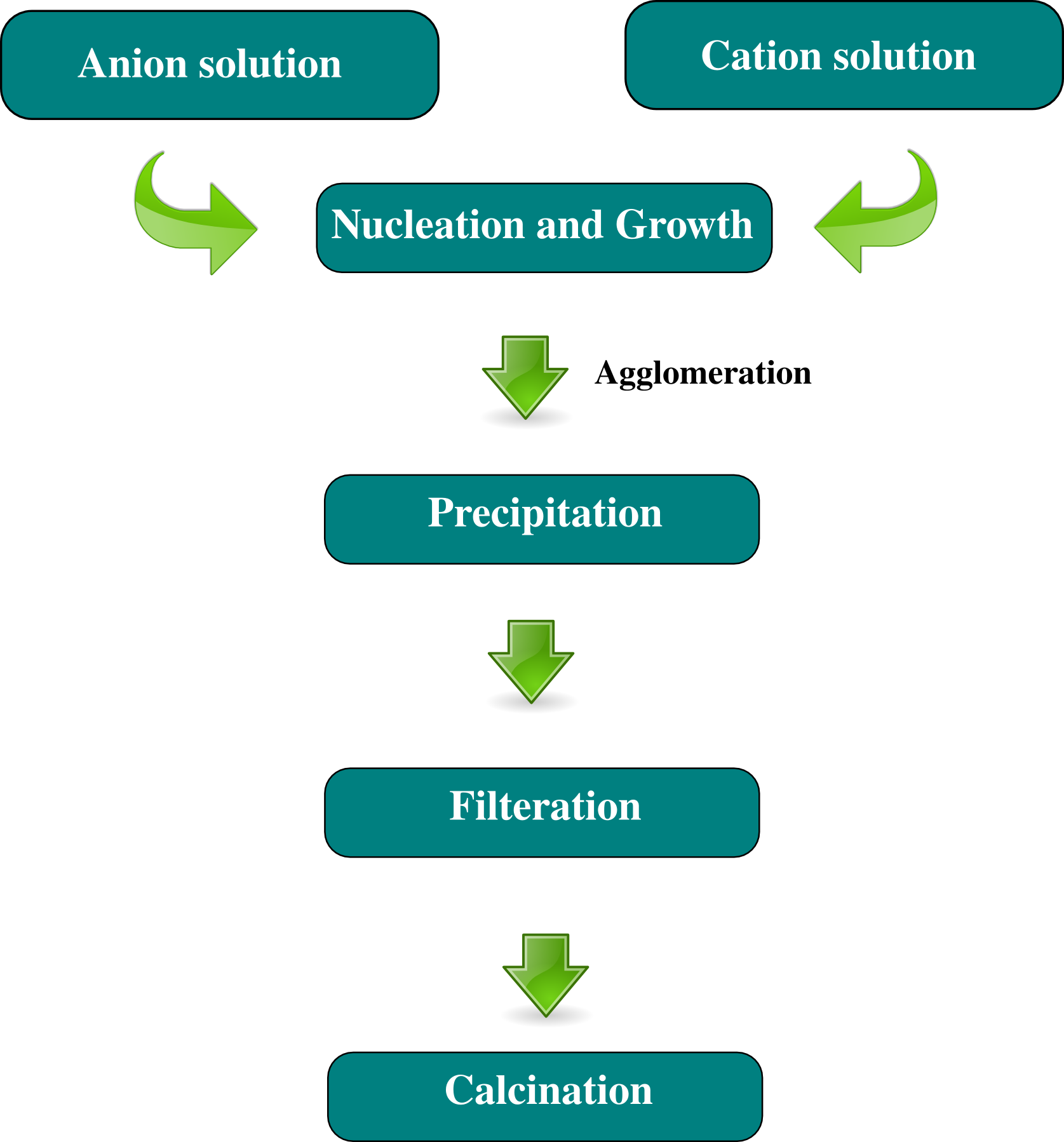
طريقة الترسيب المشترك النموذجية لتخليق الجسيمات الدقيقة والنانوية

الترسيب المتشارك في الكيمياء هي عملية تقوم فيها مادة راسبة بترقيد مادة أخرى، والتي عادة ما تكون منحلة في الشروط المطبقة. عادة ما تكون هذه الظاهرة من أحدى المشاكل في الكيمياء التحليلية، إذ تعيق الحصول على رواسب نقية.